# Sonneratiaceae
Sonneratiaceae is een botanische naam, voor een familie van tweezaadlobbige planten. Een familie onder deze naam wordt vrij regelmatig erkend door systemen van plantentaxonomie, maar niet door het APG-systeem (1998) en het APG II-systeem (2003): deze plaatsen de betreffende planten in de familie Lythraceae.
Het gaat om een kleine familie van slechts enkele soorten, die voorkomen in de tropen.
In het Cronquist-systeem (1981) is de plaatsing in de orde Myrtales; dit is dezelfde plaatsing als in het Wettstein-systeem (1935).